# 無聊現代生活
《無聊現代生活》（英文：Modern Life is Rubbish），是英國另類搖滾天團-布勒在1993年，繼上一張《閒暇》（Leisure）後，所推出的第二張大碟。主唱戴蒙·亞邦由於1992年的單曲《流行景象》（Popscene）的排行榜不如預期，所以跳脫過去專輯的創作走向，不再走第一張專輯裡面憂鬱的電子吉他路線，而是激盪創意出當時的音樂市場前所未見的新英倫搖滾。在這樣的背景下，誕生了《為了明天》（For tomorrow）、《化學世界》（Chemical World）、《週日週日》（Sunday Sunday）等金榜歌曲。也由於《無聊現代生活》的成功，才有之後的《居無定所》與《大逃亡》（The Great Escape），被並稱英倫三部曲的暢銷專輯。

## 曲目
所有音樂皆由戴蒙·亞邦、葛拉罕·卡克森、艾力克斯·詹姆斯、戴夫·朗崔共同製作。
1. "For Tomorrow" – 4:18
2. "Advert" – 3:43
3. "Colin Zeal" – 3:14
4. "Pressure on Julian"  – 3:30
5. "Star Shaped" – 3:25
6. "Blue Jeans" – 3:53
7. "Chemical World" – 4:02
8. "Sunday Sunday"  – 2:36
9. "Oily Water" – 4:59
10. "Miss America" – 5:34
11. "Villa Rosie" – 3:54
12. "Coping" – 3:23
13. "Turn it up" – 3:21
14. "Resigned" – 5:13